# Volta à Catalunha de 2015
A 95.ª edição da Volta à Catalunha, foi uma carreira ciclistica que se disputou entre 23 e 29 de março de 2015. Começando em Calella e finalizando em Barcelona.
A prova fez parte do UCI WorldTour de 2015, sendo a quinta concorrência de dito calendário.
O ganhador final foi Richie Porte por adiante de Alejandro Valverde (quem fez-se com 3 etapas) e Domenico Pozzovivo, respectivamente.
Nas clasificacões secundárias impuseram-se Tom Danielson (montanha), Luis Mas (sprints), Wilco Kelderman (jovens) e BMC Racing (equipas).

## Percurso
Foram 7 etapas através de um percurso de 1251,9 km. Começou com uma etapa com início e final em Calella, uma etapa onde os corredores tiveram que superar 3 dificuldades montanhosas entre eles o Coll Formic de 1.ª categoria. A segunda etapa passou-se entre as localidades de Mataró e Olot sobre um percurso de 195 km, os corredores tiveram que superar duas dificuldades montanhosas de 3.ª categoria, a primeira o Can Bordoi a começo da etapa e a segunda, o alto de Montagut que se coroou a tão só 14,7 km de meta. A 3.ª etapa teve início e fim em Gerona através de 156 km. e 5 portos de montanha, entre eles, a dupla ascensão ao porto Els Angels de 1.ª categoria. A etapa rainha foi a 4.ª com a ascensão final à estação de esqui de La Molina (1.ª) e os passos prévios por Bracons (1.ª), Coubet (1.ª) e Creueta (HC) de 21 km. ao 4,5 % de pendente média.

## Equipas participantes
Tomaram parte na carreira 24 equipas: todos os UCI ProTeam (ao ser obrigada a sua participação); mais 7 equipas de categoria Profissional Continental convidados pela organização (Bretagne-Séché Environnement, CCC Sprandi Polkowice, Caja Rural-Seguros RGA, Cofidis, Solutions Crédits, Colombia, Europcar Team e Wanty-Groupe Gobert). Formando assim um pelotão de 192 corredores, de 8 ciclistas cada equipa, dos que finalizaram 119. As equipas participantes foram:
| Equipa                       | Cód. UCI | Categoria                |
| ---------------------------- | -------- | ------------------------ |
| Team Katusha                 | KAT      | UCI ProTeam              |
| Tinkoff-Saxo                 | TCS      | UCI ProTeam              |
| BMC Racing Team              | BMC      | UCI ProTeam              |
| Movistar Team                | MOV      | UCI ProTeam              |
| Team Sky                     | SKY      | UCI ProTeam              |
| Cannondale-Garmin            | TCG      | UCI ProTeam              |
| AG2R La Mondiale             | ALM      | UCI ProTeam              |
| Astana Pro Team              | AST      | UCI ProTeam              |
| Etixx-Quick Step             | EQS      | UCI ProTeam              |
| FDJ                          | FDJ      | UCI ProTeam              |
| IAM Cycling                  | IAM      | UCI ProTeam              |
| Lampre-Merida                | LAM      | UCI ProTeam              |
| Lotto-Soudal                 | LTS      | UCI ProTeam              |
| Orica GreenEDGE              | OGE      | UCI ProTeam              |
| Trek Factory Racing          | TFR      | UCI ProTeam              |
| Team Giant-Alpecin           | TGA      | UCI ProTeam              |
| Team Lotto NL-Jumbo          | TLJ      | UCI ProTeam              |
| Bretagne-Séché Environnement | BSE      | Profissional Continental |
| CCC Sprandi Polkowice        | CCC      | Profissional Continental |
| Caja Rural-Seguros RGA       | CJR      | Profissional Continental |
| Cofidis, Solutions Crédits   | COF      | Profissional Continental |
| Colombia                     | COL      | Profissional Continental |
| Europcar Team                | EUR      | Profissional Continental |
| Wanty-Groupe Gobert          | WGG      | Profissional Continental |

## Etapas

### 1.ª Etapa:23 de marçode2015.Calella-Calella, 185,2 km
|   | Corredor           | Equipa                | Tempo           |
| - | ------------------ | --------------------- | --------------- |
| 1 | Maciej Paterski    | CCC Sprandi Polkowice | 4 h 33 min 41 s |
| 2 | Pierre Rolland     | Europcar              | m.t.            |
| 3 | Bart De Clercq     | Lotto Soudal          | a 2 s           |
| 4 | Tosh Van Der Sande | Lotto Soudal          | a 2 min 40 s    |
| 5 | Julian Alaphilippe | Etixx-Quick Step      | m.t.            |

| 6  | Paolo Tiralongo   | Astana                     | m.t. |
| 7  | Enrico Gasparotto | Wanty-Groupe Gobert        | m.t. |
| 8  | Bryan Coquard     | Europcar                   | m.t. |
| 9  | Carlos Barbero    | Caja Rural-Seguros RGA     | m.t. |
| 10 | Julien Simon      | Cofidis, Solutions Crédits | m.t. |

|   | Corredor        | Equipa                | Tempo           |
| - | --------------- | --------------------- | --------------- |
| 1 | Maciej Paterski | CCC Sprandi Polkowice | 4 h 33 min 41 s |
| 2 | Pierre Rolland  | Europcar              | a 4 s           |
| 3 | Bart De Clercq  | Lotto Soudal          | a 8 s           |
| 4 | Wout Poels      | Sky                   | a 2 min 47 s    |
| 5 | Nicolas Roche   | Sky                   | a 2 min 48 s    |

| 6  | Daniel Martin      | Cannondale-Garmin   | a 2 min 49 s |
| 7  | Tosh Van Der Sande | Lotto Soudal        | a 2 min 50 s |
| 8  | Julian Alaphilippe | Etixx-Quick Step    | m.t.         |
| 9  | Paolo Tiralongo    | Astana              | m.t.         |
| 10 | Enrico Gasparotto  | Wanty-Groupe Gobert | m.t.         |

### 2.ª Etapa:24 de marçode2015.Mataró-Olot, 191,8 km
|   | Corredor           | Equipa                       | Tempo           |
| - | ------------------ | ---------------------------- | --------------- |
| 1 | Alejandro Valverde | Movistar                     | 5 h 02 min 49 s |
| 2 | Jose Joaquin Rojas | Movistar                     | m.t.            |
| 3 | Martin Elmiger     | IAM                          | m.t.            |
| 4 | Jonathan Hivert    | Bretagne-Séché Environnement | m.t.            |
| 5 | Wilco Kelderman    | Lotto NL-Jumbo               | m.t.            |

| 6  | Julien Simon     | Cofidis, Solutions Crédits | m.t. |
| 7  | Eduard Prades    | Caja Rural-Seguros RGA     | m.t. |
| 8  | Fabio Silvestre  | Trek Factory Racing        | m.t. |
| 9  | Pavel Kochetkov  | Katusha                    | m.t. |
| 10 | Davide Malacarne | Astana                     | m.t. |

|   | Corredor           | Equipa                | Tempo           |
| - | ------------------ | --------------------- | --------------- |
| 1 | Maciej Paterski    | CCC Sprandi Polkowice | 9 h 36 min 20 s |
| 2 | Pierre Rolland     | Europcar              | a 4 s           |
| 3 | Bart De Clercq     | Lotto Soudal          | a 8 s           |
| 4 | Alejandro Valverde | Movistar              | a 2 min 40 s    |
| 5 | Jose Joaquin Rojas | Movistar              | a 2 min 44 s    |

| 6  | Martin Elmiger | IAM                        | a 2 min 46 s |
| 7  | Wout Poels     | Sky                        | a 2 min 47 s |
| 8  | Nicolas Roche  | Sky                        | a 2 min 48 s |
| 9  | Daniel Martin  | Cannondale-Garmin          | a 2 min 49 s |
| 10 | Julien Simon   | Cofidis, Solutions Crédits | a 2 min 50 s |

### 3.ª etapa:25 de marçode2015.Gerona-Gerona
|   | Corredor           | Equipa            | Tempo           |
| - | ------------------ | ----------------- | --------------- |
| 1 | Domenico Pozzovivo | AG2R La Mondiale  | 3 h 52 min 37 s |
| 2 | Rigoberto Urán     | Etixx-Quick Step  | a 3 s           |
| 3 | Daniel Martin      | Cannondale-Garmin | m.t.            |
| 4 | Alberto Contador   | Tinkoff-Saxo      | m.t.            |
| 5 | Fabio Aru          | Astana            | m.t.            |

| 6  | Richie Porte    | Sky               | m.t.   |
| 7  | Andrew Talansky | Cannondale-Garmin | m.t.   |
| 8  | Diego Rosa      | Astana            | a 22 s |
| 9  | Wilco Kelderman | Lotto NL-Jumbo    | m.t.   |
| 10 | Alberto Losada  | Katusha           | m.t.   |

|   | Corredor           | Equipa                | Tempo            |
| - | ------------------ | --------------------- | ---------------- |
| 1 | Pierre Rolland     | Europcar              | 13 h 29 min 23 s |
| 2 | Maciej Paterski    | CCC Sprandi Polkowice | a 1 min 08 s     |
| 3 | Bart De Clercq     | Lotto Soudal          | a 1 min 16 s     |
| 4 | Domenico Pozzovivo | AG2R La Mondiale      | a 2 min 14 s     |
| 5 | Rigoberto Urán     | Etixx-Quick Step      | a 2 min 21 s     |

| 6  | Daniel Martin    | Cannondale-Garmin | a 2 min 22 s |
| 7  | Alberto Contador | Tinkoff-Saxo      | a 2 min 27 s |
| 8  | Richie Porte     | Sky               | m.t.         |
| 9  | Fabio Aru        | Astana            | m.t.         |
| 10 | Andrew Talansky  | Cannondale-Garmin | m.t.         |

### 4.ª etapa:26 de marçode2015.Tona-La Molina
|   | Corredor           | Equipa            | Tempo           |
| - | ------------------ | ----------------- | --------------- |
| 1 | Tejay Van Garderen | BMC Racing        | 5 h 00 min 36 s |
| 2 | Richie Porte       | Sky               | a 3 s           |
| 3 | Alberto Contador   | Tinkoff-Saxo      | a 8 s           |
| 4 | Daniel Martin      | Cannondale-Garmin | m.t.            |
| 5 | Wilco Kelderman    | Lotto NL-Jumbo    | m.t.            |

| 6  | Darwin Atapuma     | BMC Racing       | a 11 s |
| 7  | Domenico Pozzovivo | AG2R La Mondiale | a 15 s |
| 8  | Alejandro Valverde | Movistar         | a 19 s |
| 9  | Vasil Kiryienka    | Sky              | a 21 s |
| 10 | Rafael Valls       | Lampre-Merida    | m.t.   |

|   | Corredor           | Equipa            | Tempo            |
| - | ------------------ | ----------------- | ---------------- |
| 1 | Bart De Clercq     | Lotto Soudal      | 18 h 32 min 02 s |
| 2 | Richie Porte       | Sky               | a 21 S           |
| 3 | Domenico Pozzovivo | AG2R La Mondiale  | a 26 s           |
| 4 | Daniel Martin      | Cannondale-Garmin | a 27 s           |
| 5 | Alberto Contador   | Tinkoff-Saxo      | a 28 s           |

| 6  | Rigoberto Urán     | Etixx-Quick Step | a 45 s |
| 7  | Fabio Aru          | Astana           | a 48 s |
| 8  | Wilco Kelderman    | Lotto NL-Jumbo   | a 51 s |
| 9  | Alejandro Valverde | Movistar         | a 52 s |
| 10 | Darwin Atapuma     | BMC Racing       | a 54 s |

### 5.ª etapa:27 de marçode2015.Alp-Valls
|   | Corredor           | Equipa           | Tempo           |
| - | ------------------ | ---------------- | --------------- |
| 1 | Alejandro Valverde | Movistar         | 4 h 25 min 52 s |
| 2 | Rigoberto Urán     | Etixx-Quick Step | a 5 s           |
| 3 | Paolo Tiralongo    | Astana           | m.t.            |
| 4 | Richie Porte       | Sky              | m.t.            |
| 5 | Fabio Aru          | Astana           | m.t.            |

| 6  | Domenico Pozzovivo | AG2R La Mondiale | m.t.   |
| 7  | Alberto Contador   | Tinkoff-Saxo     | m.t.   |
| 8  | David López        | Sky              | a 12 s |
| 9  | Darwin Atapuma     | BMC Racing       | m.t.   |
| 10 | Tejay Van Garderen | BMC Racing       | m.t.   |

|   | Corredor           | Equipa           | Tempo            |
| - | ------------------ | ---------------- | ---------------- |
| 1 | Richie Porte       | Sky              | 22 h 58 min 20 s |
| 2 | Domenico Pozzovivo | AG2R La Mondiale | a 05 S           |
| 3 | Alberto Contador   | Tinkoff-Saxo     | a 07 s           |
| 4 | Alejandro Valverde | Movistar         | a 16 s           |
| 5 | Rigoberto Urán     | Etixx-Quick Step | a 18 s           |

| 6  | Fabio Aru       | Astana            | a 27 s       |
| 7  | Darwin Atapuma  | BMC Racing        | a 33 s       |
| 8  | Rafael Valls    | Lampre-Merida     | a 43 s       |
| 9  | Wilco Kelderman | Lotto NL-Jumbo    | a 1 min 09 s |
| 10 | Daniel Martin   | Cannondale-Garmin | a 1 min 35 s |

### 6.ª. etapa:28 de marçode2015.Cervera-Port Aventura
|   | Corredor           | Equipa                       | Tempo           |
| - | ------------------ | ---------------------------- | --------------- |
| 1 | Sergei Chernetski  | Katusha                      | 4 h 42 min 47 s |
| 2 | Julian Alaphilippe | Etixx-Quick Step             | m.t.            |
| 3 | Maciej Paterski    | CCC Sprandi Polkowice        | m.t.            |
| 4 | Marc Soler         | Movistar                     | m.t.            |
| 5 | Jonathan Hivert    | Bretagne-Séché Environnement | m.t.            |

| 6  | Tejay Van Garderen | BMC Racing                 | m.t.  |
| 7  | Georg Preidler     | Giant-Alpecin              | m.t.  |
| 8  | Rudy Molard        | Cofidis, Solutions Crédits | m.t.  |
| 9  | Thomas Danielson   | Cannondale-Garmin          | a 3 s |
| 10 | Carlos Verona      | Etixx-Quick Step           | m.t.  |

|   | Corredor           | Equipa           | Tempo            |
| - | ------------------ | ---------------- | ---------------- |
| 1 | Richie Porte       | Sky              | 27 h 42 min 57 s |
| 2 | Domenico Pozzovivo | AG2R La Mondiale | a 05 S           |
| 3 | Alberto Contador   | Tinkoff-Saxo     | a 07 s           |
| 4 | Alejandro Valverde | Movistar         | a 16 s           |
| 5 | Rigoberto Urán     | Etixx-Quick Step | a 18 s           |

| 6  | Fabio Aru       | Astana            | a 27 s       |
| 7  | Darwin Atapuma  | BMC Racing        | a 33 s       |
| 8  | Rafael Valls    | Lampre-Merida     | a 43 s       |
| 9  | Wilco Kelderman | Lotto NL-Jumbo    | a 1 min 09 s |
| 10 | Daniel Martin   | Cannondale-Garmin | a 1 min 35 s |

### 7.ª. etapa:29 de marçode2015.Barcelona-Barcelona(Montjuic)
|   | Corredor           | Equipa                     | Tempo           |
| - | ------------------ | -------------------------- | --------------- |
| 1 | Alejandro Valverde | Movistar                   | 2 h 47 min 33 s |
| 2 | Bryan Coquard      | Europcar                   | m.t.            |
| 3 | Sergei Chernetski  | Katusha                    | m.t.            |
| 4 | Jarlinson Pantano  | IAM                        | m.t.            |
| 5 | Romain Hardy       | Cofidis, Solutions Crédits | m.t.            |

| 6  | Jose Joaquin Rojas | Movistar         | m.t. |
| 7  | Rigoberto Urán     | Etixx-Quick Step | m.t. |
| 8  | Domenico Pozzovivo | AG2R La Mondiale | m.t. |
| 9  | Rafael Valls       | Lampre-Merida    | m.t. |
| 10 | Gianluca Brambilla | Etixx-Quick Step | m.t. |

|   | Corredor           | Equipa           | Tempo            |
| - | ------------------ | ---------------- | ---------------- |
| 1 | Richie Porte       | Sky              | 30 h 30 min 30 s |
| 2 | Alejandro Valverde | Movistar         | a 04 S           |
| 3 | Domenico Pozzovivo | AG2R La Mondiale | a 05 s           |
| 4 | Alberto Contador   | Tinkoff-Saxo     | a 07 s           |
| 5 | Rigoberto Urán     | Etixx-Quick Step | a 18 s           |

| 6  | Fabio Aru       | Astana            | a 27 s       |
| 7  | Darwin Atapuma  | BMC Racing        | a 33 s       |
| 8  | Rafael Valls    | Lampre-Merida     | a 43 s       |
| 9  | Wilco Kelderman | Lotto NL-Jumbo    | a 1 min 09 s |
| 10 | Daniel Martin   | Cannondale-Garmin | a 1 min 35 s |

## Classificações finais

### Classificação geral
| Pos. | Ciclista           | Equipa            | Tempo            |
| ---- | ------------------ | ----------------- | ---------------- |
|      | Richie Porte       | Sky               | 30 h 30 min 30 s |
| 2.º  | Alejandro Valverde | Movistar          | a 4 s            |
| 3.º  | Domenico Pozzovivo | AG2R La Mondiale  | a 5 s            |
| 4.º  | Alberto Contador   | Tinkoff-Saxo      | a 7 s            |
| 5.º  | Rigoberto Urán     | Etixx-Quick Step  | a 18 s           |
| 6.º  | Fabio Aru          | Astana            | a 27 s           |
| 7.º  | Darwin Atapuma     | BMC Racing        | a 33 s           |
| 8.º  | Rafael Valls       | Lampre-Merida     | a 43 s           |
| 9.º  | Wilco Kelderman    | Lotto NL-Jumbo    | a 1 min 09 s     |
| 10.º | Daniel Martin      | Cannondale-Garmin | a 1 min 35 s     |

| 11.º | Jarlinson Pantano  | IAM Cycling            | a 2 min 16 s |
| 12.º | Sergio Pardilla    | Caja Rural-Seguros RGA | a 2 min 33 s |
| 13.º | Esteban Chaves     | Orica GreenEDGE        | a 2 min 35 s |
| 14.º | Giampaolo Caruso   | Katusha                | a 2 min 37 s |
| 15.º | Steven Kruijswijk  | Lotto NL-Jumbo         | a 2 min 42 s |
| 16.º | Bart De Clercq     | Lotto-Soudal           | a 2 min 48 s |
| 17.º | Warren Barguil     | Giant-Alpecin          | a 3 min 38 s |
| 18.º | Gianluca Brambilla | Etixx-Quick Step       | a 4 min 00 s |
| 19.º | Yury Trofimov      | Katusha                | a 4 min 01 s |
| 20.º | Amaël Moinard      | BMC                    | a 4 min 22 s |

### Classificação da montanha
| Pos. | Ciclista        | Equipa               | Pontos |
| ---- | --------------- | -------------------- | ------ |
|      | Tom Danielson   | Cannondale-Garmin    | 88     |
| 2.º  | José Herrada    | Movistar             | 53     |
| 3.º  | Richie Porte    | Sky                  | 44     |
| 4.º  | Riccardo Zoidl  | Trek Factory Racing  | 39     |
| 5.º  | Maciej Paterski | CCC Polsat Polkowice | 36     |

### Classificação dos sprints
| Pos. | Ciclista      | Equipa                     | Pontos |
| ---- | ------------- | -------------------------- | ------ |
|      | Luis Mas      | Caja Rural-Seguros RGA     | 11     |
| 2.º  | Tom Danielson | Cannondale-Garmin          | 5      |
| 3.º  | Rudy Molard   | Cofidis, Solutions Crédits | 4      |
| 4.º  | José Herrada  | Movistar                   | 4      |
| 5.º  | David Arroyo  | Caja Rural-Seguros RGA     | 3      |

### Classificação dos jovens
| Pos. | Ciclista                 | Equipa         | Tempo            |
| ---- | ------------------------ | -------------- | ---------------- |
|      | Wilco Kelderman          | Lotto NL-Jumbo | 30 h 31 min 39 s |
| 2.º  | Warren Barguil           | Giant-Alpecin  | a 2 min 29 s     |
| 3.º  | Dylan Teuns              | BMC Racing     | a 33 min 19 s    |
| 4.º  | Rubén Fernández          | Movistar       | a 34 min 12 s    |
| 5.º  | Pierre-Henri Lecuisinier | FDJ            | a 34 min 34 s    |

### Classificação por equipas
| Pos. | Equipa            | Tempo            |
| ---- | ----------------- | ---------------- |
|      | BMC Racing        | 91 h 34 min 35 s |
| 2.º  | Sky               | a 1 min 46 s     |
| 3.º  | Cannondale-Garmin | a 6 min 44 s     |
| 4.º  | Etixx-Quick Step  | a 14 min 05 s    |
| 5.º  | Astana            | a 16 min 09 s    |

## Evolução das classificações
| Etapa (Vencedor)               | Classificação geral | Classificação da montanha | Classificação dos sprints | Classificação dos jovens | Classificação por equipas |
| ------------------------------ | ------------------- | ------------------------- | ------------------------- | ------------------------ | ------------------------- |
| 1.ª etapa (Maciej Paterski)    | Maciej Paterski     | Maciej Paterski           | Martijn Keizer            | Carlos Barbero           | Europcar                  |
| 2.ª etapa (Alejandro Valverde) | Maciej Paterski     | Maciej Paterski           | Luis Mas                  | Wilco Kelderman          | Europcar                  |
| 3.ª etapa (Domenico Pozzovivo) | Pierre Rolland      | Maciej Paterski           | Luis Mas                  | Wilco Kelderman          | Europcar                  |
| 4.ª etapa (Tejay van Garderen) | Bart De Clercq      | Thomas Danielson          | Luis Mas                  | Wilco Kelderman          | Sky                       |
| 5.ª etapa (Alejandro Valverde) | Richie Porte        | Thomas Danielson          | Luis Mas                  | Wilco Kelderman          | Sky                       |
| 6.ª etapa (Sergei Chernetski)  | Richie Porte        | Thomas Danielson          | Luis Mas                  | Wilco Kelderman          | BMC Racing                |
| 7.ª etapa (Alejandro Valverde) | Richie Porte        | Thomas Danielson          | Luis Mas                  | Wilco Kelderman          | BMC Racing                |
| Final                          | Richie Porte        | Thomas Danielson          | Luis Mas                  | Wilco Kelderman          | BMC Racing                |

## UCI World Tour
A Volta à Catalunha outorgou pontos para o UCI WorldTour de 2015, somente para corredores de equipas UCI ProTeam. As seguintes tabelas são o barómetro de pontuação e os corredores que obtiveram pontos:
| Posição             | 1.º | 2.º | 3.º | 4.º | 5.º | 6.º | 7.º | 8.º | 9.º | 10.º |
| Classificação geral | 100 | 80  | 70  | 60  | 50  | 40  | 30  | 20  | 10  | 4    |
| Por etapa           | 6   | 4   | 2   | 1   | 1   |     |     |     |     |      |

| Ciclista           | Equipa           | Geral | Etapa | Total |
| ------------------ | ---------------- | ----- | ----- | ----- |
| Richie Porte       | Sky              | 100   | 5     | 105   |
| Alejandro Valverde | Movistar         | 80    | 18    | 98    |
| Domenico Pozzovivo | AG2R La Mondiale | 70    | 6     | 76    |
| Alberto Contador   | Tinkoff-Saxo     | 60    | 3     | 63    |
| Rigoberto Urán     | Etixx-Quick Step | 50    | 8     | 58    |
| Fabio Aru          | Astana           | 40    | 2     | 42    |
| Darwin Atapuma     | BMC              | 30    | -     | 30    |
| Rafael Valls       | Lampre-Merida    | 20    | -     | 20    |
| Wilco Kelderman    | Lotto NL-Jumbo   | 10    | 2     | 12    |
| Sergei Chernetski  | Katusha          | -     | 8     | 8     |

| Resto de corredores | Resto de corredores | Resto de corredores | Resto de corredores | Resto de corredores |
| Ciclista            | Equipa              | Geral               | Etapa               | Total               |
| ------------------- | ------------------- | ------------------- | ------------------- | ------------------- |
| Daniel Martin       | Cannondale-Garmin   | 4                   | 3                   | 7                   |
| Tejay Van Garderen  | BMC                 | -                   | 6                   | 6                   |
| Julian Alaphilippe  | Etixx-Quick Step    | -                   | 5                   | 5                   |
| José Joaquín Rojas  | Movistar            | -                   | 4                   | 4                   |
| Bart De Clercq      | Lotto-Soudal        | -                   | 2                   | 2                   |
| Martin Elmiger      | IAM                 | -                   | 2                   | 2                   |
| Paolo Tiralongo     | Astana              | -                   | 2                   | 2                   |
| Tosh Van Der Sande  | Lotto-Soudal        | -                   | 1                   | 1                   |
| Marc Soler          | Movistar            | -                   | 1                   | 1                   |
| Jarlinson Pantano   | IAM                 | -                   | 1                   | 1                   |